# بيلاكور
بيلاكور هي فرقة أسترالية لموسيقى الميتال يقع مقرها في ميلبورن، استمدت اسمها من شخصية الألعاب Be'lakor The Dark master.
تأسست الفرقة في عام 2004، لكنها لم تقم الحفلات الحية حتى عام 2005. في عام 2007 أطلقت الفرقة ألبومها The Frail Tide والذي لقي استحسان الجماهير.[بحاجة لمصدر]

## أعضاء الفرقة
- جورج كوزماس ( مغني، عازف غيتار).
- شون سكايز (عازف غيتار).
- جيمي فان دين برويك (قارع طبول).
- ستيفين ميري (بيانو، كيبورد).
- جون ريتشاردسون (بيس).

## روابط خارجية
- بيلاكور على موقع ميوزك برينز (الإنجليزية)
- بيلاكور على موقع أول ميوزيك (الإنجليزية)
- بيلاكور على موقع ديسكوغز (الإنجليزية)